# Валтер Венк
Валтер Венк (на немски: Walther Wenck) е най-младият генерал в германската армия по времето на Втората световна война.

## Биография

#### Ранен живот и Първа световна война (1914 – 1918)
Роден е на 18 септември 1900 г. във Витенберг, Германска империя. През 1911 г. постъпва в кадетския корпус в Наумберг, а 7 години по-късно – в средното военно училище в Грос-Лихтерфелд.

##### Междувоенен период
На 1 май 1920 г. е зачислен към 5-и редовен полк на Райхсвера, на 1 февруари 1923 г. е произведен в унтерофицер.
През май 1933 г. (вече лейтенант), Венк е разпределен в 3-ти моторизиран разузнавателен батальон. Получава звание хауптман (капитан), преминава подготовка в Ген-щаба на армията и през 1936 г. е назначен в щаба на танковия корпус, разквартируван в Берлин.

#### Втора световна война (1939 – 1945)
На 1 март 1939 г. е повишен в майор и в качеството на оперативен офицер го преместват в 1-ва танкова дивизия във Ваймар.
С нея Валтер Венк участва в Полската и Западните кампании. В края на войната той командва германската 12-а армия. Заповядва на своята армия да се предаде на американските войски, за да избегне предаването си на руските. Преди да се предаде, Венк взема важно, но неуспешно участие в битката за Берлин.

##### Смърт
Умира на 1 май 1982 г. в автомобилна катастрофа в Бад-Ротенфелде, Германия.

## Военна декорация
| - Медал Судетия (4 септември 1939) - Германски орден „Железен кръст“ (1939) – II (13 септември 1939) и I степен (4 октомври 1939) - Германска Значка за раняване (1940) – черна (18 май 1940) | - Германски медал „За зимна кампания на изтока 1941/1942 г.“ (1 август 1942) - Орден „Германски кръст“ (1942) – златен (26 януари 1942) - Рицарски кръст (28 декември 1942) |